# Ilirska ulica, Ljubljana
Ilirska ulica je ena izmed ulic v Ljubljani.

## Zgodovina
Leta 1903 so poimenovali novo ulico po Ilirih; prvotni predlog je bil Šilingova ulica, po ljubljanskemu kanoniku Janezu Jakobu Schillingu.

## Urbanizem
Cesta poteka od križišča s Komenskega ulico, z Vidovdansko in s Taborom do križišča s Hrvatskim trgom.
Na cesto se povezuje Rozmanova ulica.

## Javni potniški promet
Po Ilirski ulici potekata trasi mestnih avtobusnih linij št. 5 in N5.
Na ulici je eno postajališče mestnega potniškega prometa.

### Postajališče MPP
| postajališče   | št. linije |
| -------------- | ---------- |
| 501012 Ilirska | 5, N5      |

| postajališče   | št. linije |
| -------------- | ---------- |
| 501011 Ilirska | 5, N5      |